# Sibylle Nägele
Sibylle Nägele (* 8. Februar 1943; † 27. Januar 2015) war eine deutsche Schauspielerin und Hörfunkjournalistin.

## Leben
Sibylle Nägele erlernte den Schauspielerberuf und spielte u. a. im Reutlinger Theater in der Tonne. Später machte sie eine Ausbildung zur Journalistin und arbeitete für die 1961 gegründete Verbraucherzeitschrift DM. 1968 kam Nägele zum Süddeutschen Rundfunk in Stuttgart, wo der Motorjournalismus ihre Domäne wurde. Als Leiterin der Reise- und Verkehrsredaktion führte sie die Verkehrsmeldungen ein, daneben moderierte sie die Hörfunksendung „Im Auto unterwegs“. Hier machte sie insbesondere die Verkehrssicherheit zu ihrem Thema und setzte sich nachhaltig für die Einführung der Gurtpflicht ein. Einen hohen Bekanntheitsgrad erlangte Nägele durch einen Fallschirmsprung, den sie während des Fluges live kommentierte. Als Beifahrerin nahm sie 1970 an der 23. Rallye Lyon-Charbonnières teil.
Nach langer, schwerer Krankheit verstarb sie kurz vor Vollendung ihres 72. Lebensjahres und wurde am 3. Februar 2015 auf dem Waldfriedhof in Bad Wildbad beigesetzt.

## Auszeichnungen
- 1974: Krautkopf-Entenei-Orden der Karnevalsgesellschaft West, Karlsruhe
- 1979: Johny-Rozendahl-Uhr
- 1984: Senator-Lothar-Danner-Medaille